# Иоиль (Франгакос)
Митрополи́т Иои́ль (греч. Μητροπολίτης Ιωήλ, в миру Панайо́тис Франга́кос греч. Παναγιώτης Φραγκάκος; род. 20 января 1949, Никея) — епископ Элладской православной церкви (формально также Константинопольской православной церкви), митрополит Эдесский, Пеллский и Алмопийский (с 2002).

## Биография
Родился 20 января 1949 года в городе Никея, в пригороде Афин, в Греции.
В 1972 году окончил богословский институт Афинского университета.
Являлся духовным сыном архимандрита Епифания (Феодоропулоса) (1930—1989), а в период своей военной службы был связан с митрополитом Эдесским Каллиником (Пулосом), который 1 сентября 1975 года рукоположил его в сан диакона, а 1 июня 1979 года — в сан пресвитера.
В январе 1976 года был назначен проповедником Эдесской митрополии. Принимал участие в написании церковных гимнов и агиологических текстов, одобренных позднее Священным синодом Элладской православной церкви.
11 октября 2002 года Священным синодом иерархии Элладской православной церкви был избран для рукоположения в сан митрополита Эдесского, Пеллского и Алмопийского. 15 октября 2002 года состоялась его архиерейская хиротония.
Вошёл в «Список сослуживших с украинскими раскольниками иерархов Элладской Православной Церкви», распространённый циркулярным письмом Московской патриархии 8 ноября 2022 года, «с кем не благословляется молитвенное и евхаристическое общение и в епархии которых также не благословляется совершение паломнических поездок».